# Орест Солтикевич
Орест Солтикевич (нар. 1958) — українсько-канадський диригент, нині диригент Українського чоловічого хору Едмонтону та Українського хору «Верховина». Орест також є диктором і продюсером радіопрограм на CKUA Radio Network. Орест — син Романа Солтикевича.

## Особисте життя
Орест народився та виріс в Едмонтоні, Канада, де закінчив 9 клас Королівської консерваторії з фортепіано. Далі він навчався в Університеті Альберти, де отримав ступінь бакалавра освіти зі спеціалізацією у середній музичній школі.
Після завершення навчання Орест почав працювати в державних школах Едмонтона на різних посадах, зокрема вчителем комп'ютерних досліджень, вчителем інструментальної музики, помічником директора, директором та вчителем на його заміні.
Орест одружений з Лесею Солтикевич, має двох синів Романа і Касіяна та одну дочку Тамару. Батько Ореста, Роман, був хоровим диригентом Українського Дніпровського Ансамблю в Едмонтоні.

## Музична кар'єра
У 1984 році Орест став диригентом-засновником Українського чоловічого хору в Едмонтоні, цю посаду він обіймає і сьогодні. Під його керівництвом хор розпочав ряд гастролей і виступів у Канаді, а також за кордоном в Україні, Польщі, Австрії, Латвії, Іспанії, Португалії та США.
З 1986 року Орест почав диригувати хором Спілки Української Молоді Канади (СУМК), яким керував 7 років. Він також три роки був диригентом Українського православного парафіяльного хору Святого Андрія. Зараз Орест є директором українського хору «Верховина» в Едмонтоні.
Протягом своєї кар'єри Орест також виступав із хором «Дніпро», співаками Річардс Ітон, Да Камера та слов'янським камерним хором Каппела Кірі.
Десять років Орест був членом Українського музичного товариства, в тому числі певний час виконував обов'язки президента товариства.

## Ведення радіопередач
У 1999 році Орест заснував радіопрограму «Звучить українське» на радіостанції CJSR Альбертського університету, яку він вів загалом сім років.
Зараз Орест веде програми класичної музики «Суботній сніданок» і «Недільний сніданок» на радіомережі CKUA в Альберті.

## Нагороди
У 2005 році за багаторічну працю в українській громаді Орест був нагороджений Гетьманською нагородою Конґресу Українців Канади — Провінційної Ради Альберти.